# Vallisneria
Genre
Classification phylogénétique
Vallisneria (les vallisnéries), est un genre de plantes aquatiques formant des herbiers riches en biodiversité.
Son nom commémore le biologiste italien Antonio Vallisneri (1661-1730).
Les feuilles rubanées peuvent atteindre le mètre chez Vallisneria gigantea.

## Liste d'espèces
- Vallisneria alternifolia
- Vallisneria americana Michx.
- Vallisneria anhuiensis
- Vallisneria asiatica
  - Vallisneria asiatica var. biwaensis
- Vallisneria gigantea Graebn. - Vallisnerie géante
- Vallisneria natans
- Vallisneria spiralis

## Reproduction
La multiplication végétative de la plante est spontanée, via la création de stolons.
La reproduction sexuée de la Vallisneria issue du bassin du Gange en Inde est remarquable. La plante est dioïque, c'est-à-dire que les fleurs mâles et femelles sont sur des pieds séparés. Les fleurs mâles sont minuscules et libérées sous l'eau. Elles remontent à la surface si elles ne sont pas mangées par les poissons. Elles se déploient en surface et s'ouvrent, laissant apparaître leurs étamines remplies de pollen. Les fleurs mâles sont attirées les unes par les autres (sans doute grâce à la capillarité). Elles se regroupent alors en petites grappes. Les fleurs femelles sont à la surface, à moitié immergées. Elles présentent une petite cavité. Les fleurs mâles sont attirées par un phénomène physique dans les cavités. La fécondation peut alors avoir lieu et la fleur femelle se renfonce sous l'eau pour maturer ses graines.

## Conseils aux aquariophiles
- Ces plantes sont à placer en groupe au second plan de l'aquarium (les feuilles peuvent atteindre des tailles importantes). La disposition en « rideau » à l'arrière plan est aussi envisageable.
- Elles supportent une eau entre 16 et 30 °C.